# 정규군
정규군대 혹은 정규군(正規軍, regular army)은 국가의 공식적인 군대이다. 민병, 사병, 용병 등의 준군사조직과 대조된다. 정규군은 보통 아래와 같다:
- 상비군: 평시 동안 무기로 유지되는 정규군의 상설군.
- 예비역: 상비군을 보완해 정규군의 효율성을 확대하기 위해 필요할 때 동원함.

정규군은 다음과 같다.
- 전문가, 자원 봉사자 및 징집병을 포함하는 징집병(상비군 신병 및 강제 예비군을 포함한 강제 징병 존재).
- 징집병이 없는 전문 군대(의무 복무가 없고 자원 예비군이 있음)는 징집병 모델과 전문 모델 모두에 상비군이 있기 때문에 상비군과 정확히 동일하지 않다.